# Evania caspia
Evania caspia är en stekelart som beskrevs av Karl Eichwald 1830. Evania caspia ingår i släktet Evania och familjen hungersteklar. Inga underarter finns listade i Catalogue of Life.